# 中国稀土集团
中国稀土集团有限公司是中华人民共和国的一家大型稀土企业集团，是属于国务院国资委直接监管的中央企业，2021年12月成立。

## 历史
2021年12月23日，由中国铝业集团有限公司、中国五矿集团有限公司、赣州稀土集团有限公司、中国钢研科技集团有限公司、有研科技集团有限公司共同组建而成的中国稀土集团有限公司，在江西赣州正式成立。